# Саїтов Олег Елекпайович
Оле́г Елекпа́йович Саї́тов (тат. Олег Элекпай улы Сәетов, Oleg Elekpay uğlı Səyetov) (народився 26 травня 1974 в Новокуйбишевську, Самарська область, СРСР) — заслужений майстер спорту Росії з боксу, дворазовий олімпійський чемпіон (1996 і 2000 роки). Володар кубка Вела Баркера.

## Виступи на олімпійських іграх

### Олімпійські ігри 1996
- 1/16 фіналу: Переміг Кахіта Суме (Туреччина) — PTS (11-1)
- 1/8 фіналу: Переміг Хо-Жо Бае (Південна Корея) -PTS (9-5)
- 1/4 фіналу: Переміг Камела Катера (Туніс) — PTS (9-3)
- 1/2 фіналу: Переміг Данієле Сантоса (Пуерто-Рико) — PTS (13-11)
- Фінал: Переміг Хуана Ернандеса Сієрру (Куба) — PTS (14-9)

### Олімпійські ігри 2000
- 1/8 фіналу: Переміг Франціско Кальдерона (Колумбія) — PTS (15-1)
- 1/4 фіналу: Переміг Руслана Хаїрова (Азербайджан) — PTS (10-10; 55-47)
- 1/2 фіналу: Переміг Дорель Сіміона (Румунія) — PTS (19-10)
- Фінал: Переміг Сергія Доценка (Україна)- PTS (24-16)

### Олімпійські ігри 2004
- 1/16 фіналу: Переміг Аіт Хаммі Мілоуд (Марокко) — PTS (30-15)
- 1/8 фіналу: Переміг Мохамеда Хікала (Єгипет) — PTS (18-17)
- 1/4 фіналу: Переміг Шерзода Хусанова (Узбекистан) — PTS (22-14)
- 1/2 фіналу: Програв Бахтіяру Артаєву (Казахстан) — PTS (18-20)